# Franklin (Virginia)
Franklin (oficialmente como City of Franklin), fundada en 1876, es una de las 39 ciudades independientes del estado estadounidense de Virginia. En el año 2005, la ciudad tenía una población de 8,594 habitantes y una densidad poblacional de 385.9 personas por km².

## Geografía
Según la Oficina del Censo, la ciudad tiene un área total de 21,8 km² (8,4 mi²), de la cual 21,6 km² (8,3 mi²) es tierra y 0,1 km² (0 mi²) (0.1%) es agua.

### Condados adyacentes
- Condado de Isle of Wight
- Condado de Southampton

## Demografía
Según el censo de 2000, había 8,346 personas, 3,384 hogares y 2,277 familias residiendo en la localidad. La densidad de población era de 385.9 hab./km². Había 3,767 viviendas con una densidad media de 174.2 viviendas/km². El 45.72% de los habitantes eran blancos, el 52.31% afroamericanos, el 0.14% amerindios, el 0.78% asiáticos, el 0.01% isleños del Pacífico, el 0.19% de otras razas y el 0.84% pertenecía a dos o más razas. El 0.55% de la población eran hispanos o latinos de cualquier raza.
Los ingresos medios por hogar en la localidad eran de $31,687, y los ingresos medios por familia eran $40,299. Los hombres tenían unos ingresos medios de $32,083 frente a los $21,927 para las mujeres. La renta per cápita para el condado era de $18,573. Alrededor del 19.8% de la población estaban por debajo del umbral de pobreza.